# NMEA 2000
NMEA («National Marine Electronics Association»)
NMEA 2000 — стандарт связи морского оборудования. Протокол был принят в 2000 году.
NMEA 2000 (IEC 61162-3) является сетевым протоколом верхнего уровня, использующим стандарт передачи Controller Area Network (CAN).
Этот протокол в отличие от использовавшегося ранее NMEA 0183 (IEC 61162-1) позволяет объединить множество приборов в одну сеть и передавать информацию одновременно. Для подключения используются, как правило, разъёмы стандартов Mini-c и Micro-c.
Кроме того, NMEA 2000 предусматривает применение специальных кабелей стандарта DeviceNet Это 4-жильный кабель состоящих из 2 пар проводов разного сечения. Одна пара используется для питания, красный провод «+», чёрный «0», вторая пара сигнальная, синий провод NET-L, белый NET-H
| Контакт | Сигнал | Описание        | Цвет изоляции |
| ------- | ------ | --------------- | ------------- |
| 1       | Shield | Оплетка         | без изоляции  |
| 2       | NET-S  | «+» питание     | красный       |
| 3       | NET-C  | «0» питание     | чёрный        |
| 4       | NET-H  | Высокий уровень | белый         |
| 5       | NET-L  | Низкий уровень  | синий         |

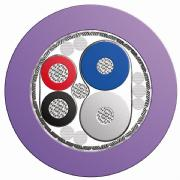
Используемый кабель

|                       | Heavy Cable              | Light Cable             |
| --------------------- | ------------------------ | ----------------------- |
| Signal Wire Gauge     | 18 AWG                   | 24 AWG                  |
| Power Wire Gauge      | 16 AWG                   | 22 AWG                  |
| Power Wire Resistance | 1.34 ohms per 100 meters | 5.4 ohms per 100 meters |
| Power Capacity        | 8 Amps                   | 3 Amps                  |